# La Casa del Lago
 (février 2023).
Si vous disposez d'ouvrages ou d'articles de référence ou si vous connaissez des sites web de qualité traitant du thème abordé ici, merci de compléter l'article en donnant les références utiles à sa vérifiabilité et en les liant à la section « Notes et références ».
Albums de Saint Just
Saint Just
La Casa del Lago est le deuxième et dernier album du groupe de rock progressif italien Saint Just, sorti en 1974. Il est sensiblement plus électrique que le précédent.

## Titres
Les six pistes de cet album sont :
1. Tristana (6:41)
2. Nella Vita, Un Pianto (11:04)
3. Viaggio Nel Tempo (6:33)
4. La Casa del Lago (6:28)
5. Messicano (5:28)
6. La Terra della Verita (2:44)

## Musiciens ayant participé à l'enregistrement
- Jane Sorrenti (chant, guitare à 12 cordes, percussions)
- Antonio Verde (basse)
- Tito Rinesi (chant, guitares, percussions, harmonica, autoharpe
- Andrea Faccenda (guitares, piano, orgue, harmonica)
- Fulvio Maras (batterie, percussions)